# Krzysztof Rudowski

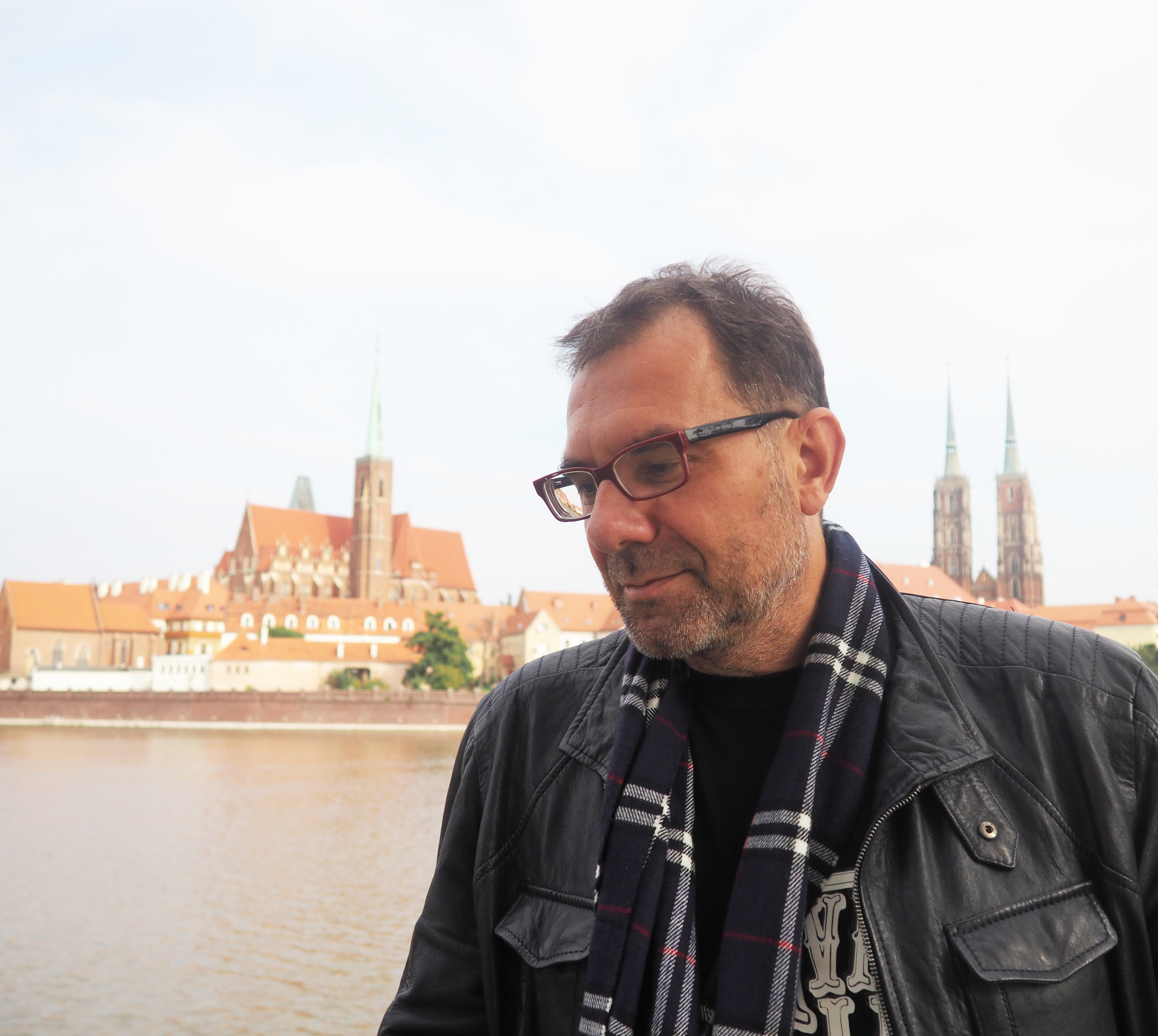
Krzysztof Rudowski

Krzysztof Rudowski (ur. 19 stycznia 1960) – polski pisarz, poeta i dramaturg.

## Życiorys
Wrocławianin, absolwent Liceum Ogólnokształcącego nr XIV oraz Politechniki Wrocławskiej. Projektant konstrukcji stalowych. Muzyk jazzowy (trąbka, EWI 5000), grał w kwartecie pioniera polskiego jazzu Władysława Jagiełły, a także współtworzył zespół Poszukiwacze zaginionej arki oraz formację Démodé Combo.
Jako pisarz zadebiutował w 2000 roku książką Stopy Pana Boga – metafizyczny przewodnik po Tatrach, która doczekała się dwóch wydań. Jest autorem kilku powieści, m.in. Rękopisu zapodzianego w Saragossie (współczesnej kontynuacji Rękopisu znalezionego w Saragossie Jana Potockiego), Punktu obserwacyjnego, zbiorów opowiadań oraz pierwszego w historii literatury dramatu internetowego Cz@t. Realizacja radiowa tego utworu uzyskała wyróżnienie na festiwalu twórczości radiowej i telewizyjnej Dwa Teatry w Sopocie, a w teatrze wystawił ją krakowski Teatr Współczesny (w obsadzie m.in. Danuta Stenka i Jan Peszek). Inscenizacji doczekała się też powieść Trzydziestolecie, której obszerne fragmenty – przed wydaniem książkowym – ukazały się w miesięczniku „Twórczość”. Publikował również poezję (głównie w miesięczniku „Odra”), a w roku 2022 wydał zbiór wierszy "Apokryf".
Należy do Stowarzyszenia Pisarzy Polskich, zasiadając w zarządzie jego wrocławskiego oddziału. Jest współtwórcą nieformalnej grupy artystycznej – Klubu Literackich Dżentelmenów. W 2017 roku wystąpił – wraz z pisarką Magdaleną Zarębską – z ideą organizacji Festiwalu Literatury Dolnośląskiej, któremu nadał nazwę Rondo Europy. Od 2021 roku współredaguje kwartalnik "Format Literacki".
Stypendysta Prezydenta Wrocławia w dziedzinie literatury w roku 2020.
Tom „Apokryf” Krzysztofa Rudowskiego wyróżniono nagrodą SWK „Feniks” w roku 2023.

## Twórczość
- Stopy Pana Boga – metafizyczny przewodnik po Tatrach, Poznań: Zysk i S-ka, 2000, 2007
- Cz@t, Gdańsk: słowo/obraz, terytoria, 2001
- Powrót, Warszawa: Wydawnictwo Książkowe Twój Styl, 2003
- Punkt obserwacyjny, Gdańsk: słowo/obraz, terytoria, 2008
- Rękopis zapodziany w Saragossie, Poznań: Zysk i S-ka, 2009
- Nowele dwukrotne, Warszawa: Warszawska Firma Wydawnicza, 2011
- Trzydziestolecie, Kraków: Wydawnictwo Miniatura, 2012
- Konstelacje, Wrocław: Wydawnictwo Warstwy, 2018
- Blue, Kraków, Biblioteka Stowarzyszenia Pisarzy Polskich, 2020
- Apokryf, Biblioteka Stowarzyszenia Pisarzy Polskich, 2022